# Mandrayal
Mandrayal (Hindi: मंडरायल; auch Mandrael, Mandrail oder Mndrail) ist ein Ort in Rajasthan, Indien. 
Er liegt im Karauli-Distrikt. In Mandrayal wird wie in der gesamten Region Hindi als offizielle Sprache gesprochen. In Mandrayal gibt es ein Übergewicht an männlichen Einwohnern, von im Jahr 2011 vorhandenen 8590 Einwohnern waren 4586 Männer und nur 4004 Frauen.
Mandrayal war zeitweise Hauptstadt des früheren Fürstenstaates Karauli.